# القسم المركزي (مقاطعة رامز)
القسم المركزي لمقاطعة رامز (بالفارسية: بخش مرکزی شهرستان رامهرمز) هي (بلدة) في مقاطعة رامز في محافظة خوزستان، جنوب غرب إيران. حسب إحصاءات سنة 2006 كان يسكن هذه البلدة 97,561 شخص في 20,648 مسكن. رامز هي المدينة الوحيدة في هذه البلدة.